# Tylonereis fauveli
Tylonereis fauveli är en ringmaskart som beskrevs av Rowland Southern 1921. Tylonereis fauveli ingår i släktet Tylonereis och familjen Nereididae. Inga underarter finns listade i Catalogue of Life.